# Callionymus huguenini
Callionymus huguenini är en fiskart som beskrevs av Bleeker, 1858-59. Callionymus huguenini ingår i släktet Callionymus och familjen sjökocksfiskar. Inga underarter finns listade.